# Rubus salwinensis
Rubus salwinensis är en rosväxtart som beskrevs av Hand.-mazz.. Rubus salwinensis ingår i släktet rubusar, och familjen rosväxter. Inga underarter finns listade i Catalogue of Life.